# Chitară barocă

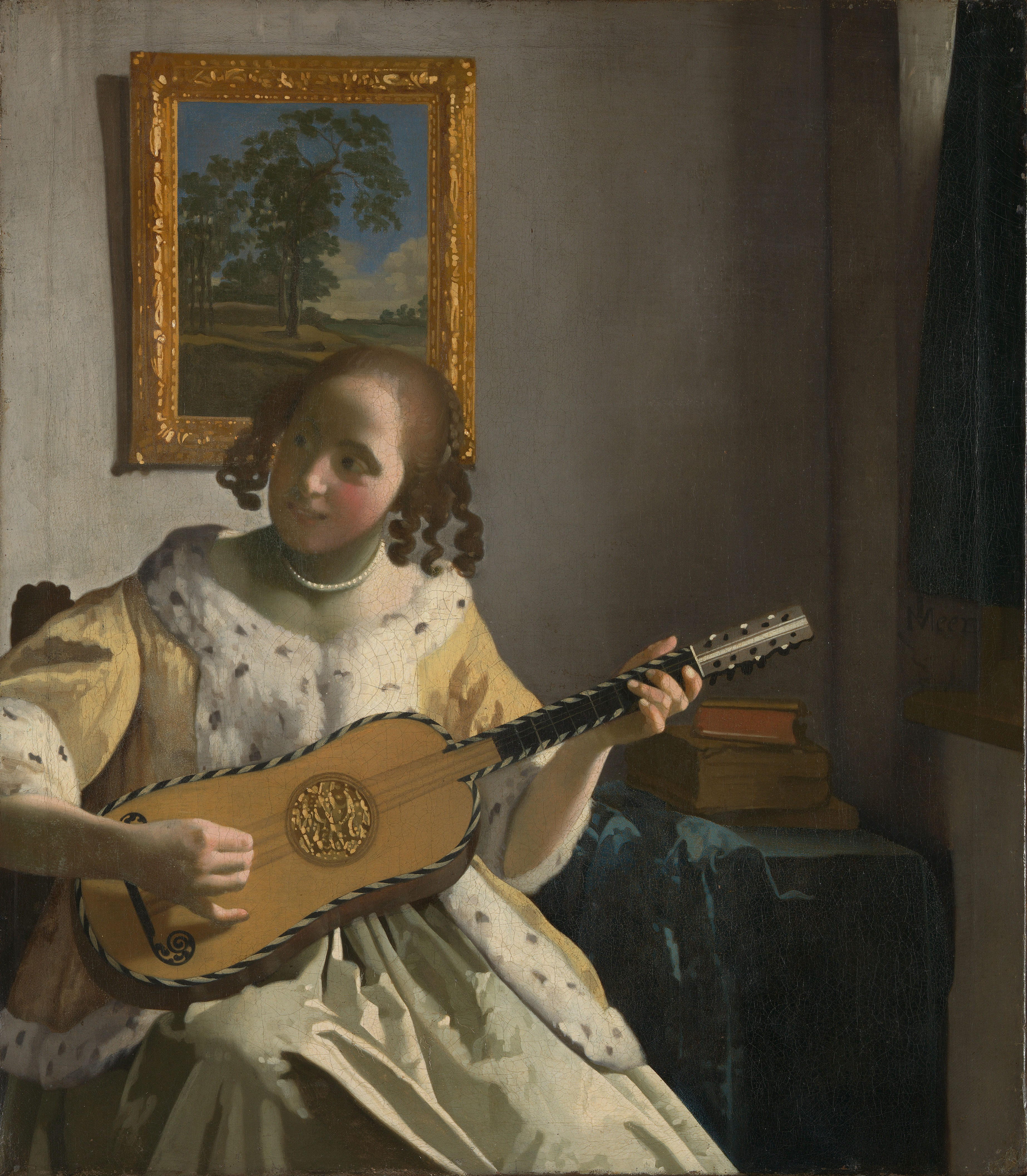
„Cântăreața la chitară” (c. 1672), pictură în ulei de Johannes Vermeer

Chitara barocă este un instrument muzical cu coarde ciupite, care este considerat un precursor al chitarei clasice de astăzi. A fost populară predominant între anii 1600 și 1750.